# Ernst Conrad Peterson
Ernst Conrad Peterson, auch Ernst Konrad Peterson, (* 18. Juni 1778 in Kolberg; † 13. November 1841 in Bromberg) war ein deutscher Architekt in der Epoche des Klassizismus.

## Familie
Peterson war eines von 22 Kindern des Kolberger Festungsbaumeisters Johann Gottfried Peterson und seiner zweiten Frau Dorothea Elisabeth, geb. Mursinna (1742–1807), die ebenso wie die erste Ehefrau Anna Gertrud Mursinna (1733–1763) eine Schwester des bekannten Berliner Militärarztes und Professors Christian Ludwig Mursinna war. Die Familie Peterson stammte ursprünglich aus Berlin, der Großvater Martin Friedrich Peterson war als Maurer nach Kolberg ausgewandert. Ernst Conrad Peterson ist ein Halbbruder des 22 Jahre älteren Architekten und Landbaumeisters Johann Philipp Peterson (1752–1816), der 1781 in Berlin sein Examen abgelegt hatte, eng mit David Gilly zusammenarbeitete und als Baudirektor in Danzig und Marienwerder bekannt wurde. Ein weiterer Bruder, Detlev Georg Peterson, war Bauinspektor in Warschau und Posen. Ernst Conrad Peterson war verheiratet mit Dorothea Elisabeth, geb. Senff (1785–1842) und Vater von Ernst Emil Peterson (1840–1844 Bürgermeister von Bromberg), Wilhelm Peterson und Franz Peterson. Sein Enkel Julius Peterson (1852–1935) war 1881–1889 Regierungspräsident von Bromberg.

## Jugend und Ausbildung
Im Alter von 14 Jahren wurde Peterson 1792 bei Landbaumeister Wibelitz in Belgardt (Białogard) zum Bau-Eleven angenommen und dort durch eine praktische Ausbildung auf das Examen der Ober-Baudirektion vorbereitet. 1795 vermittelte sein Halbbruder Johann Philipp Peterson ihn im Auftrag David Gillys zu den Bauarbeiten am Bromberger Kanal. Als Angestellte des Kriegs- und Domänenamtes waren die Brüder Peterson in den Jahren 1796–1797 bei der Schiffbarmachung der Drevenz in Masuren beschäftigt, anschließend erhielt Peterson Folgeaufträge zur Vermessung der Netze und traf an der Baustelle des Bromberger Kanals auf Ludwig Catel. 
Im September 1799 wurde Ernst Conrad Peterson in die neugegründete Berliner Bauakademie aufgenommen, wo er gemeinsam mit Karl Friedrich Schinkel und Carl Christoph Steinmeyer in den Klassen von Friedrich Gilly (Optik und Perspektive), Friedrich Becherer (Konstruktion) und Heinrich Gentz (Stadtbaukunst) unterrichtet wurde. Zusätzlich belegte Peterson noch Kurse bei David Gilly (Schleusenbau) und Aloys Hirt (Baugeschichte).
Bereits im Oktober 1799 legte Peterson sein Feldmesser-Examen ab, unmittelbar danach wurde er vom Berliner Kaufmann und späteren Großgrundbesitzer Sigmund Otto Joseph von Treskow als Bauleiter für die Neubauten der Gutsherrschaft Owinsk bei Posen engagiert. Peterson führte in Owinsk zahlreiche Nebenbauten aus gesprengten Feldsteinen sowie 1799–1800 das Herrenhaus Radojewo, ursprünglich angedacht zur Ausstattung des Sohnes Benjamin von Treskow, auf einem Höhenzug oberhalb der Warthe aus.
Den Winter 1800/1801 verbrachte er wieder als Student der Bauakademie in Berlin. Neben Plänen für die Anlagen von Schloss Owinsk, bei denen er sich mit dem gleichfalls engagierten Ludwig Catel absprach, entwarf er auch Wirtschaftsbauten für die unweit von Posen gelegene Propstei Meseritz (Międzyrzecz), die der preußische Diplomat Marchese Girolamo Lucchesini 1797 von Friedrich Wilhelm II. als Dotation erhalten hatte. Im Sommer 1800 korrespondierte Peterson mit seinen Lehrern Friedrich Gilly und Johann Albert Eytelwein über einen Aufsatz zur Architektur von Oranienburg, Neustrelitz, Neubrandenburg, des Guts Irmsack und der Sternwarte in Remplin („Bemerkungen, auf einer im Dezember 1799 von Berlin nach Mecklenburg gemachten kleinen Reise“) für die von David Gilly herausgegebene Zeitschrift „Sammlung nützlicher Aufsätze, die Baukunst betreffend“.
Ab 1801 übernahm Peterson neben seiner Tätigkeit in Owinsk auf Vermittlung David Gillys eine weitere Aufgabe bei den von Gilly geleiteten Umbauten der Posener Altstadt. Im April 1801 bestand er das Examen an der Berliner Bauakademie. Das von David Gilly angebotene Reisestipendium nach Italien schlug er aus, um stattdessen 1801 das Amt eines Landbaumeisters in Bromberg mit einem Gehalt von 200 Talern zu übernehmen. Die Fertigstellung der begonnenen Bauten in Owinsk überwachte er bis 1804 im Rahmen seiner ausgedehnten Inspektionsreisen.

## Bauinspektor und Stadtbaurat in Bromberg
Neben dem Amt des Landbaumeisters übernahm Peterson 1803 für ein Zusatzgehalt von 300 Talern das Amt des Schleusenbaumeisters der Stadt Bromberg. Hauptaufgabe war hierbei die Instandhaltung des wirtschaftlich bedeutenden Bromberger Kanals samt seinen Schleusenanlagen und Wehren. Peterson entwarf in den Folgejahren zahlreiche Wirtschaftsbauten, Nebenkanäle und Verwaltungsgebäude. Ab 1815 machte Peterson sich als Architekt und Unternehmer selbständig: Er betrieb drei Ziegeleien, die bereits ab 1792 für den Ausbau des Bromberger Kanals angelegt worden waren, sowie eine Getreide- und eine Papiermühle. Als unabhängiger Architekt entwarf er eine Reihe klassizistischer Bürgerhäuser und Zweckbauten, die noch heute das Stadtbild von Bydgoszcz prägen.
Ernst Conrad Peterson gehörte 1815 zu der Delegation Bromberger Bürger, die dem preußischen König Friedrich Wilhelm III. nach der Wiedervereinigung mit Preußen huldigten. Als Mitglied des Magistrats befasste er sich u. a. auch als Bauleiter mit allen größeren Bauprojekten der Stadt. 1817 ließ er auf eigene Kosten ein Waisenhaus und eine Schule errichten. Für sein vielfaches Engagement erhielt er 1836 den preußischen Roten Adlerorden. Bis zu seinem Tod vertrat er die Stadt Bromberg als Abgeordneter des Provinzial-Landtags des Großherzogtums Posen. Der Nachlass Ernst Conrad Petersons, darunter auch sein unveröffentlichter Briefwechsel mit dem Bruder Johann Philipp Peterson und dem Lehrer David Gilly aus den Jahren 1799–1808, befindet sich heute im Staatsarchiv Bromberg (Archiwum Panstwowe w Bydgoszczy). Er war Mitglied der Bromberger Freimaurerloge Janus.

## Bedeutung und Nachwirken
Peterson war erklärter Lieblingsschüler David Gillys und wurde von diesem massiv unterstützt und betreut. Die realisierten Bauprojekte Petersons in Posen, Meseritz, Owinsk und Radojewo waren im Detail mit Gilly durchgesprochen, hiervon zeugt der umfangreiche Briefwechsel. Die von Ernst Conrad Peterson entworfenen holzsparenden Ziegelöfen lobte David Gilly 1805 in seiner 4. Auflage des „Handbuchs der Land-Bau-Kunst“. Die Tätigkeit Petersons in Bromberg belegt, wie weit der Berliner Frühklassizismus der Gilly-Schule und die neue Ästhetik der Berliner Bauakademie selbst in die entlegenen östlichen Provinzen ausstrahlte. Mit Karl Friedrich Schinkel kreuzten sich die Wege 1799–1800 in Berlin, 1805 in Owinsk und 1826 in Bromberg, wo Schinkel die neue Fassade der Jesuitenkirche entwarf.